# Партала
Па́ртала (фин. Partala) — посёлок в составе Кааламского сельского поселения Сортавальского района Республики Карелия.

## География
Расположен на западном берегу озера Пялькъярви, в 4 км от озера Ряменъярви.

## Транспорт
К посёлку подходит дорога местного значения 86К-333 («Пуйккола — Партала») в 9 км от трассы А121 («подъезд к МАПП „Вяртсиля“»).

## Население
| 2002 | 2009 | 2010 | 2013 |
| ---- | ---- | ---- | ---- |
| 587  | ↘540 | ↘426 | ↘407 |

## Известные уроженцы
- Мархасин, Владимир Семёнович (1941—2015) — советский и российский биофизик и физиолог, член-корреспондент РАН (2003), заслуженный деятель науки Российской Федерации (1995).

## Фотографии

Партала. С высоты птичьего полета
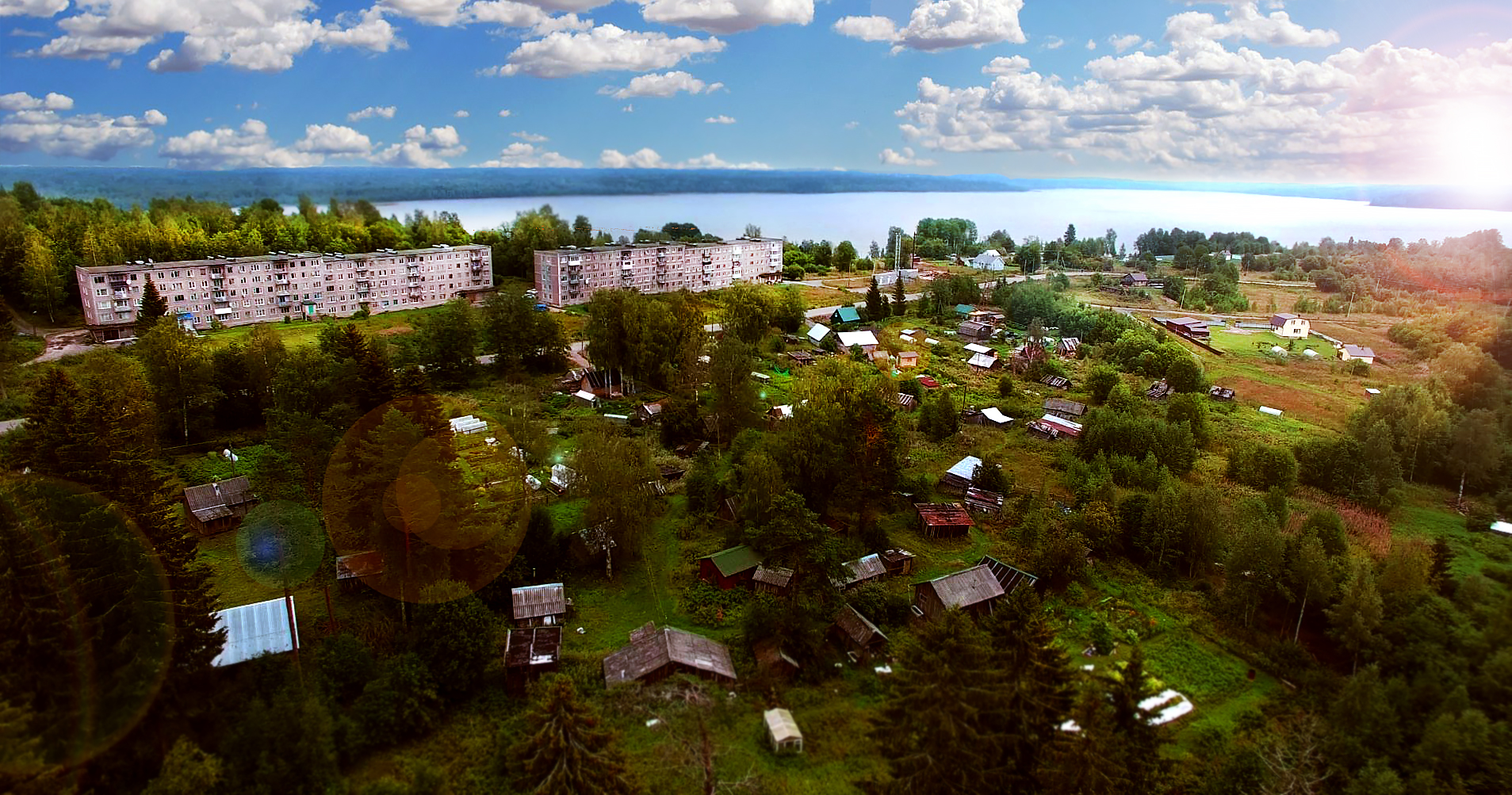
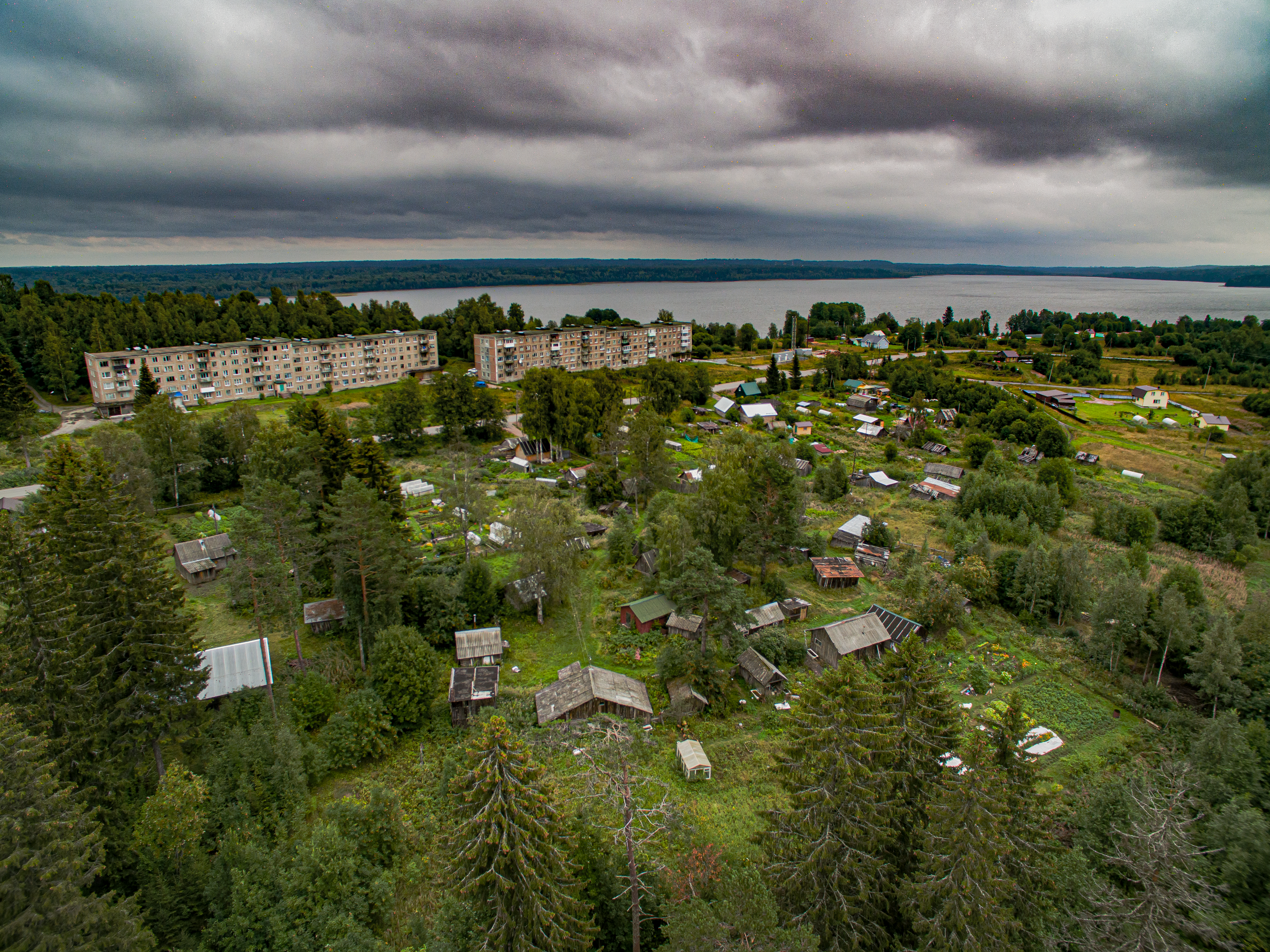
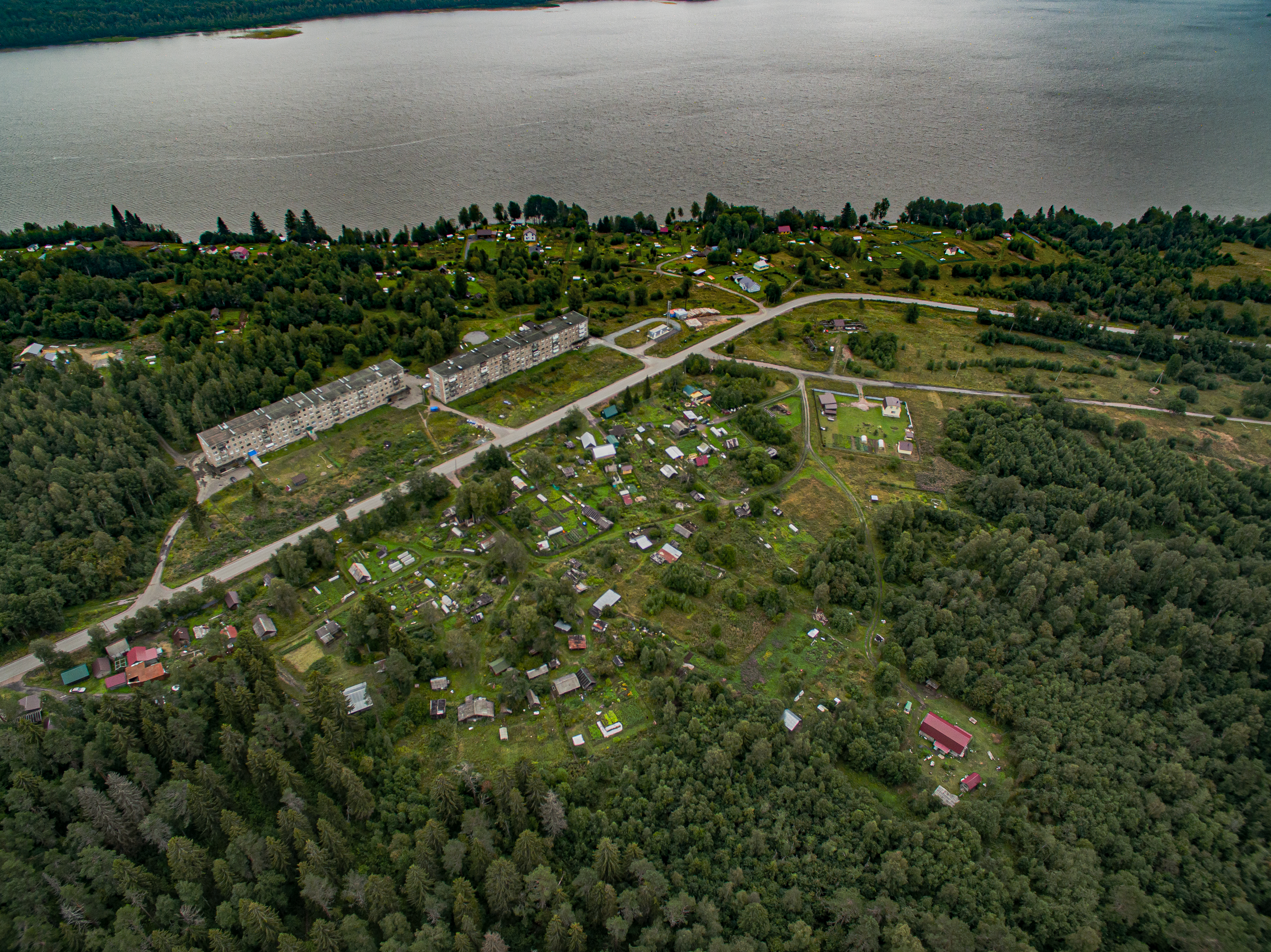
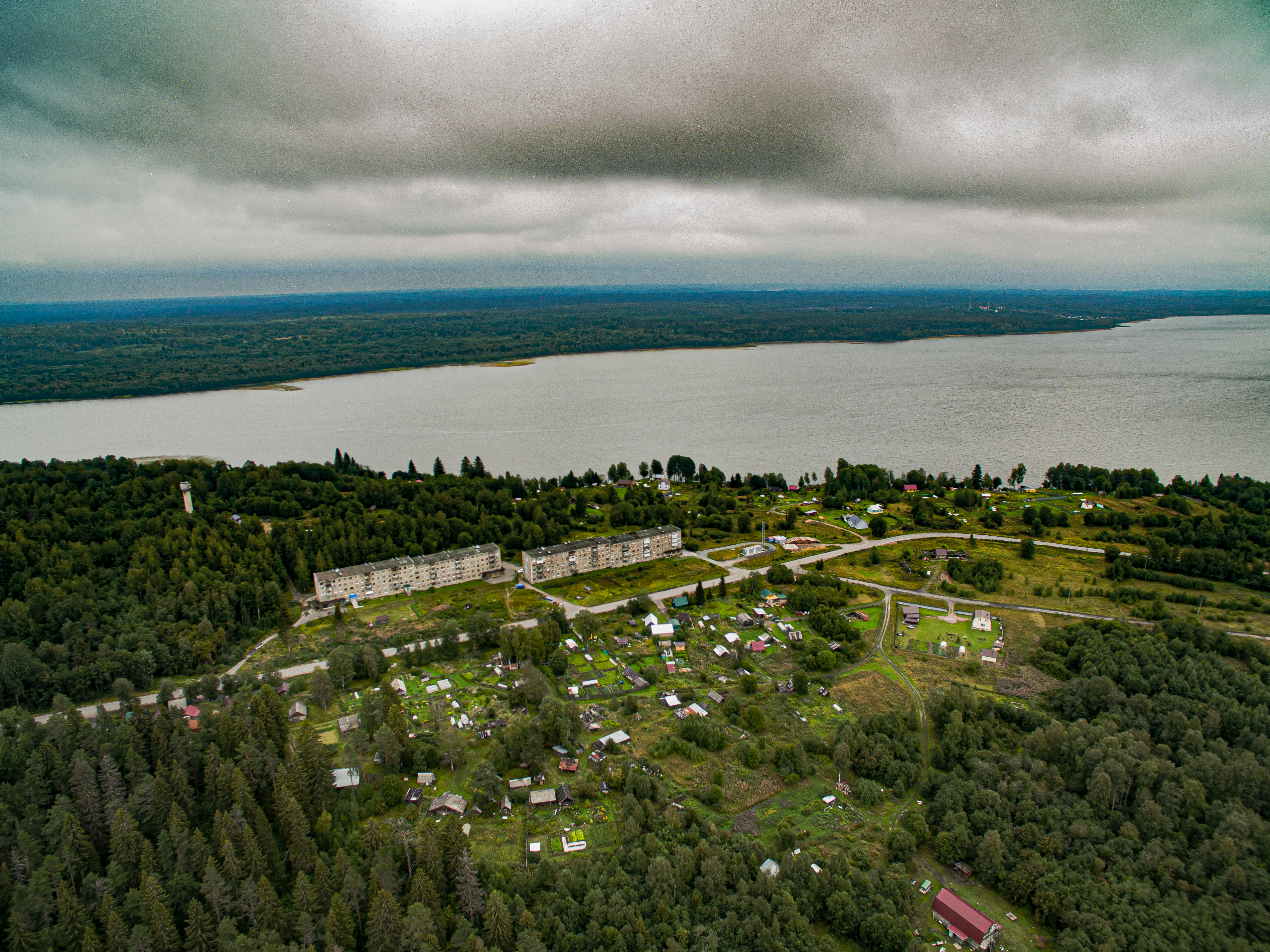
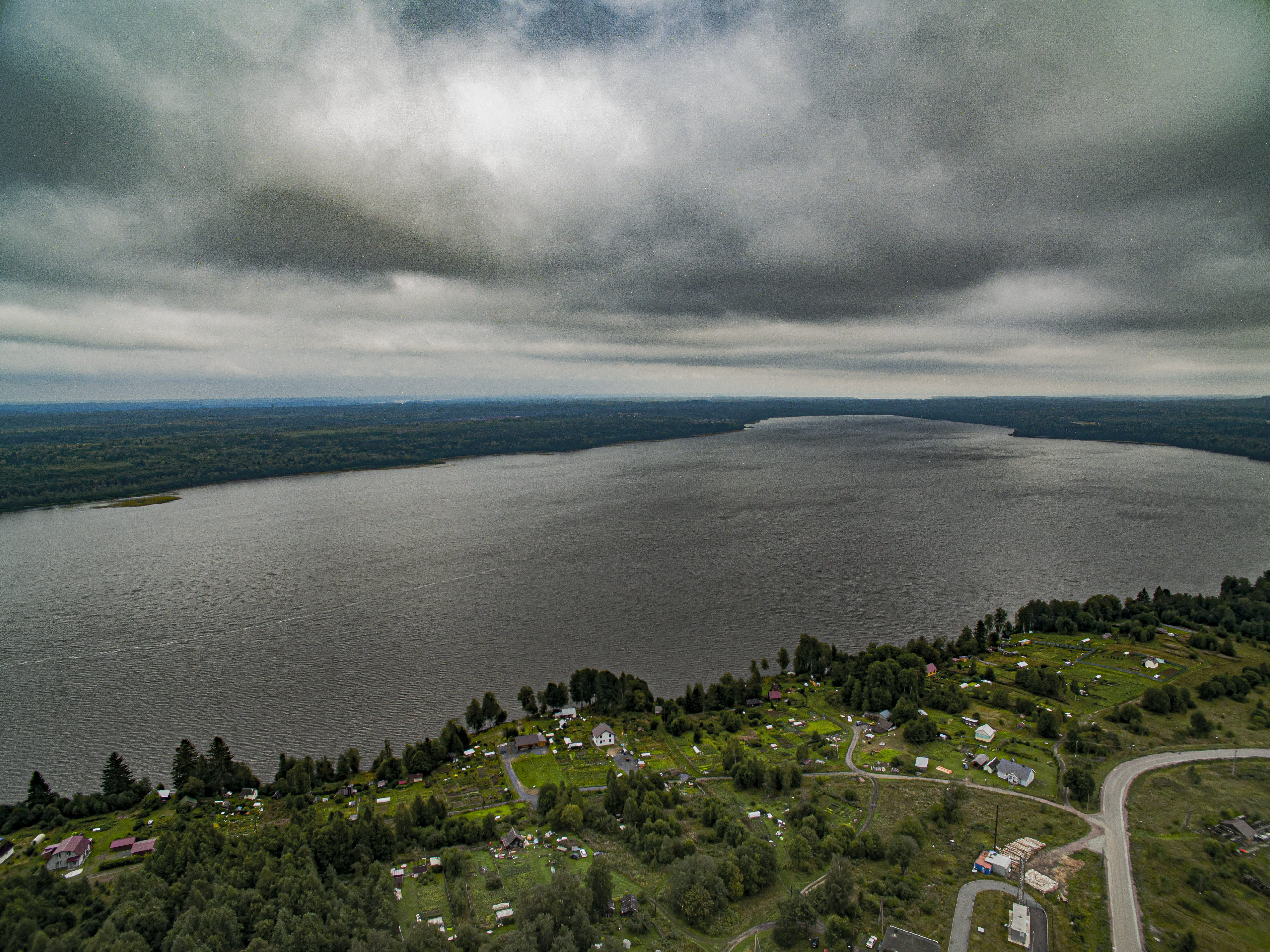
Озеро Пялькъярви
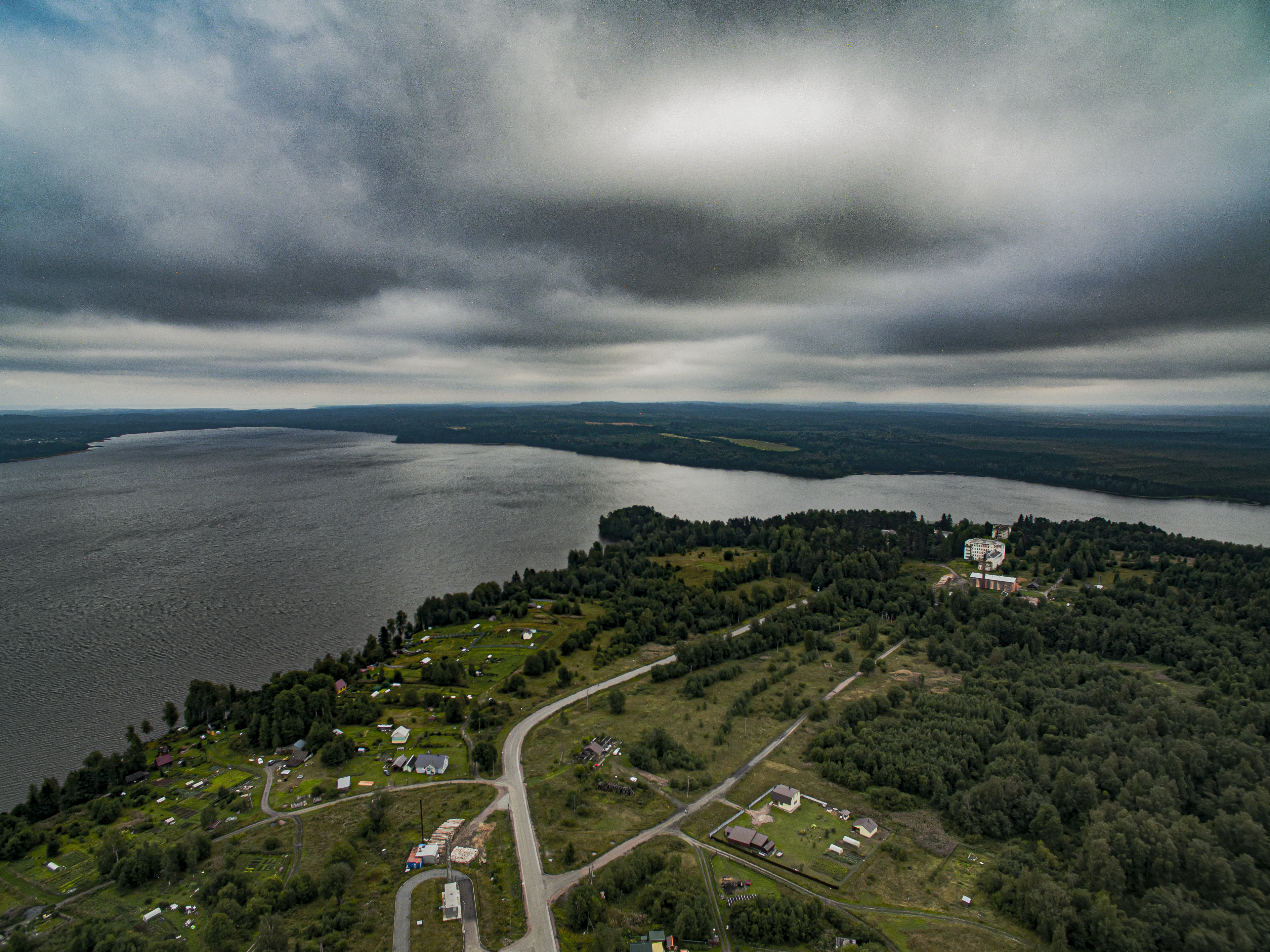
Озеро Пялькъярви. Бывший санаторий
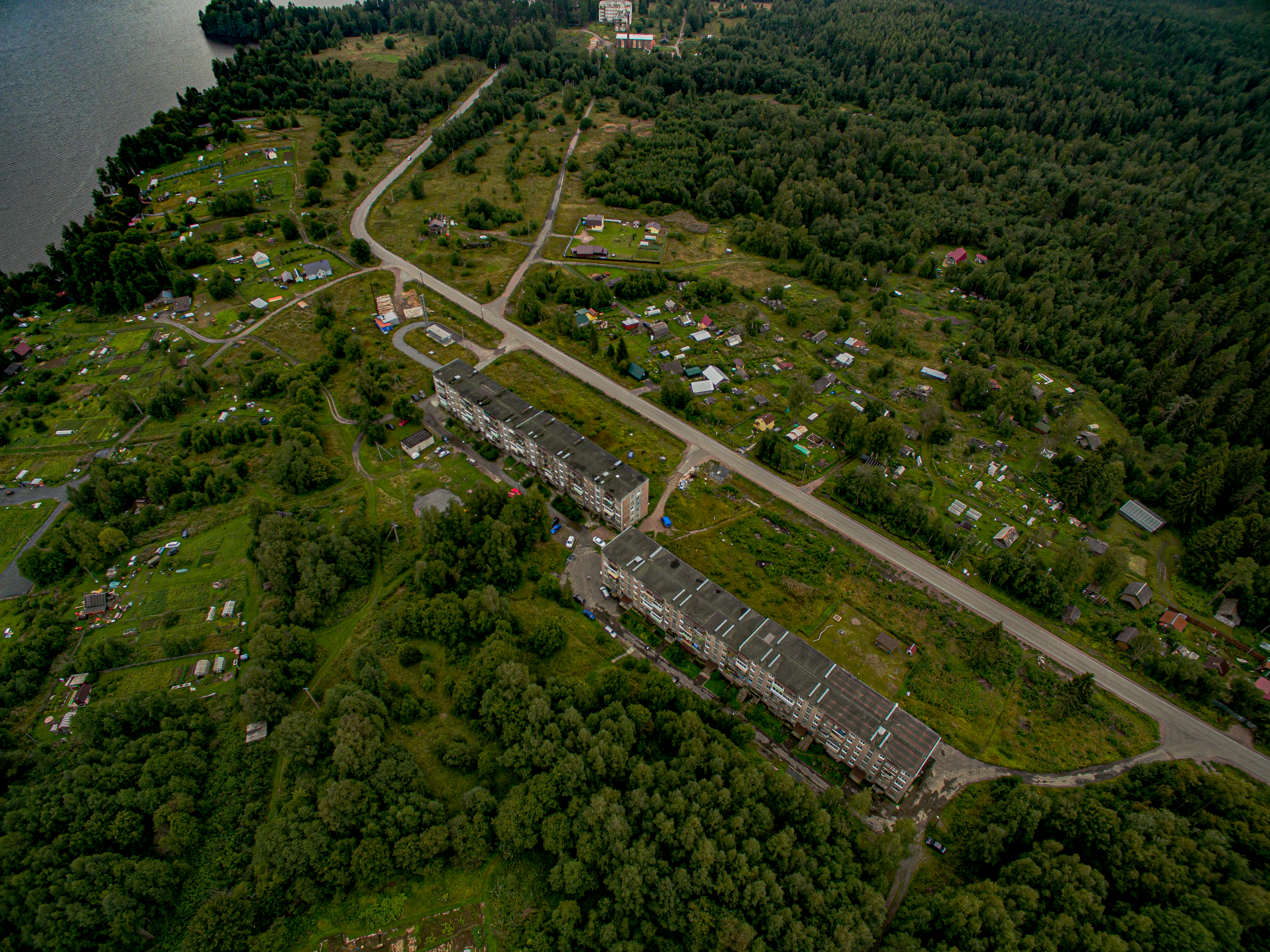
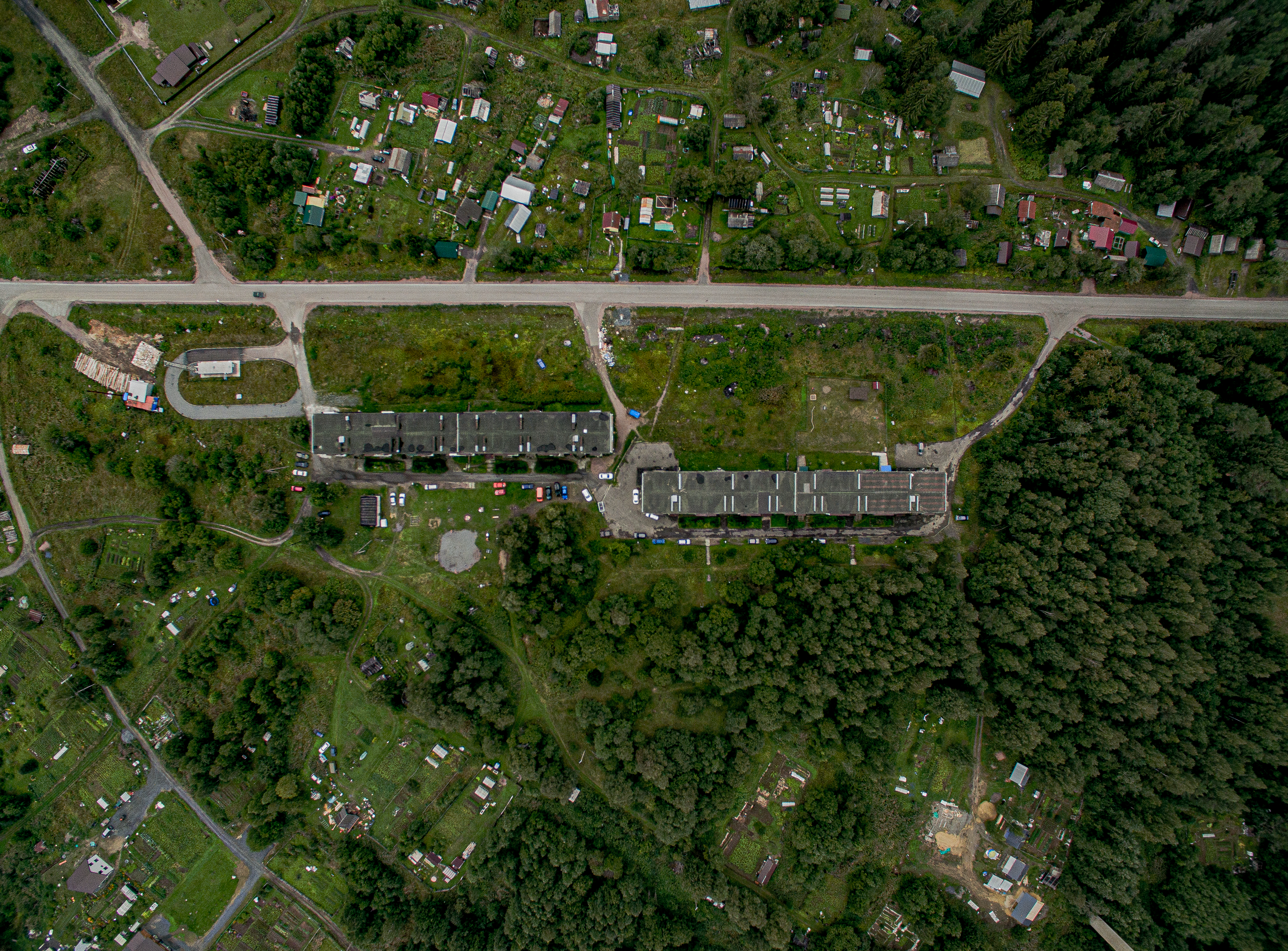
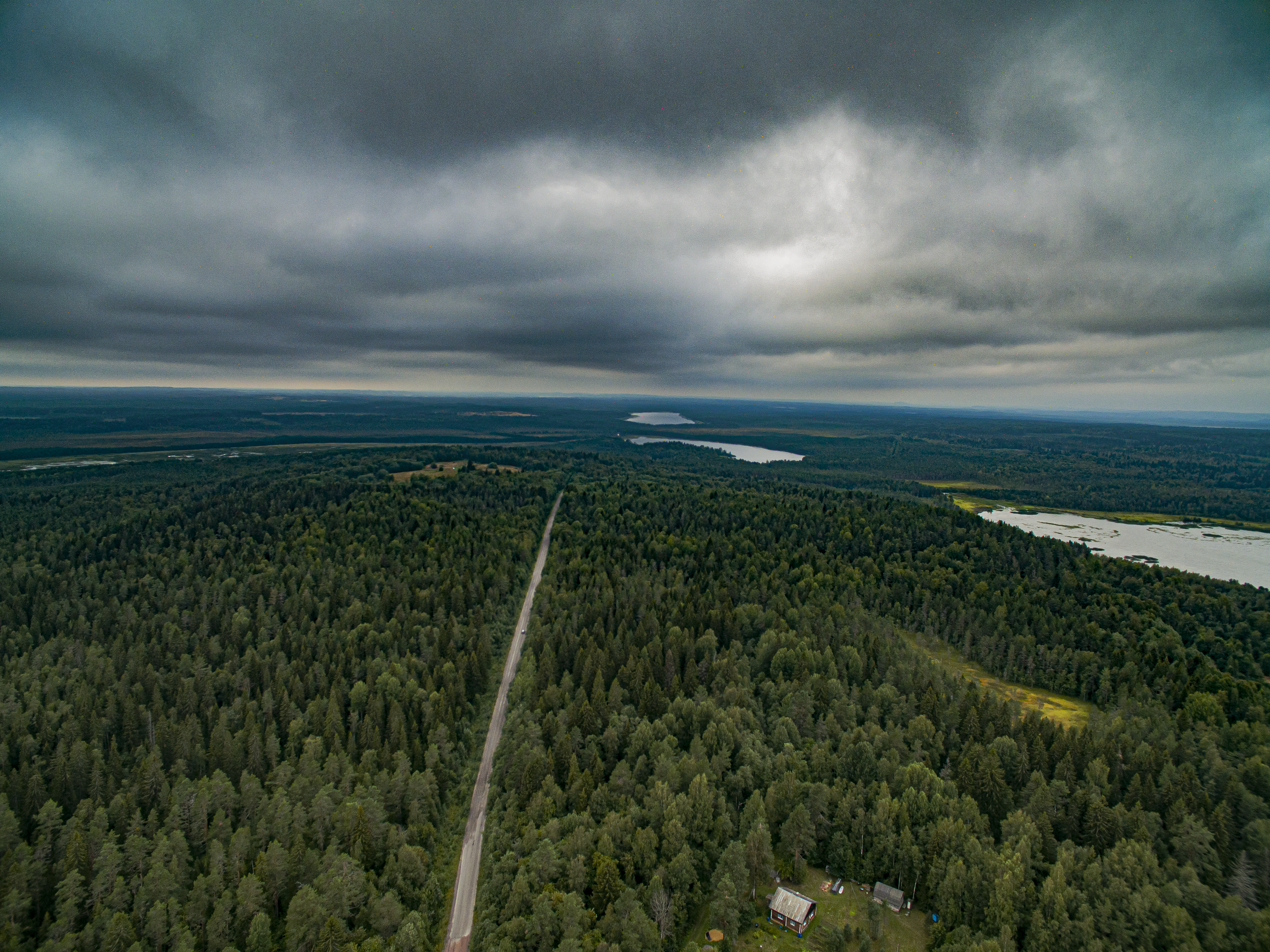
Дорога из посёлка
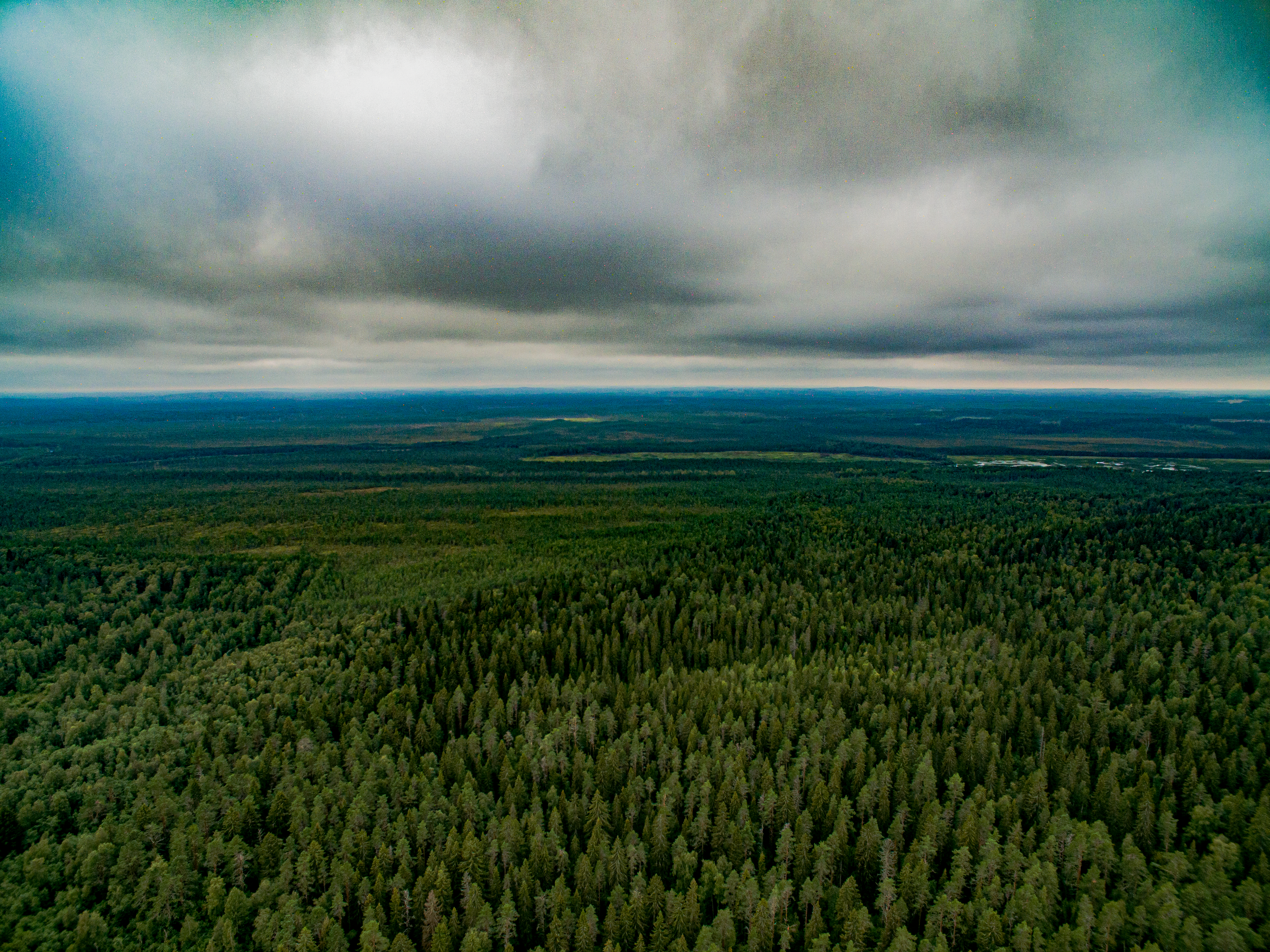
Лес в сторону реки Тохмайоки